# Archivio Cattaneo
L'Archivio Cattaneo è stato costituito nell'anno 2000, con sede a Cernobbio.
L'intento dell'Archivio Cattaneo è di conservare e tutelare il patrimonio artistico e architettonico dell'architetto razionalista comasco Cesare Cattaneo (1912-1943) rendendolo accessibile quanto più possibile a studenti e ricercatori per motivi di studio, oltre a partecipare alla pubblicazione di monografie relative all'opera di Cesare Cattaneo e di altri architetti e artisti che svolgono ricerche affini e alla cura di eventi utili a rendere fruibili i materiali dell'archivio stesso o di archivi affini.

## Storia
(Ettore Sottsass, Scritto di notte, 2010)
L'Archivio Cattaneo è stato creato per volontà degli eredi di Cesare Cattaneo, in modo particolare voluto fortemente dal figlio Damiano Cattaneo. La data della nascita dell'Associazione, Giugno 2000, sancisce ufficialmente la conclusione dei lavori di organizzazione e inventariazione di tutto il materiale dell'architetto. Con la stesura del proprio statuto l'Associazione Archivio Cattaneo decreta il nuovo obiettivo primario: la conservazione e il mantenimento del patrimonio archivistico e la promozione di iniziative volte allo sviluppo del dibattito intorno all'architettura moderna e contemporanea.

## Organizzazione
Il patrimonio archivistico relativo all'opera di Cesare Cattaneo è attualmente concesso in comodato dagli eredi all'Associazione Archivio Cattaneo.
La sede dell'Associazione è al primo piano di una delle opere più significative di Cesare Cattaneo: la Casa d'affitto a Cernobbio.

### Amministrazione
Presidente: Ubaldo Castelli; Segretario e Tesoriere: Damiano Cattaneo

Fontana monumentale

## Patrimonio archivistico
Il materiale costituente l'Archivio Cattaneo è stato raccolto negli anni attraverso la catalogazione e l'inventariazione sia di materiali già conosciuti e pubblicati, sia di materiali nuovi e inediti o addirittura appena scoperti, per un totale di 103 progetti inventariati, di cui: 507 disegni, 182 tavole, 2692 fotografie, 1125 schizzi, 17 testi, oltre ad una serie di quaderni personali contenenti schizzi e riflessioni. Negli ultimi tempi l'Associazione si sta occupando della digitalizzazione e quindi dell'acquisizione digitale di tutto il patrimonio archivistico.

## Divulgazione
La sede dell'Archivio Cattaneo offre la possibilità di visitare alcune sue sale espositive, organizzate con l'esposizione del materiale selezionato dall'Associazione stessa dei progetti di maggior rilevanza. Per raccontare il singolo progetto sono utilizzate diverse tipologie di materiale, quale i disegni, gli schizzi, i modelli. La completezza del materiale esposto esprime anche la complessità del patrimonio archivistico dell'archivio. L'Associazione apre al pubblico su appuntamento, mentre collabora costantemente con studenti e ricercatori, ai quali la copia digitale del materiale archivistico è sempre concessa per fini di studio.

### Pubblicazioni
L'associazione si occupa da sempre della produzione di monografie attraverso l'attività editoriale. Nel corso degli anni ha istituito una serie di collane che identificano gli intenti divulgativi dell'associazione: i Quaderni dell'Archivio Cattaneo, che raccontano le opere dell'architetto Cesare Cattaneo; i Saggi, che raccolgono scritti di saggistica di architetti, letterati, artisti che hanno interessato o discutono principalmente il periodo storico del Razionalismo; i Cataloghi, che raccontano l'opera architettonica scelta in dettaglio; le monografie di/e su Cesare Cattaneo, che ne raccontano l'opera e la ricerca in termini teorici.

### Mostre ed eventi
L'associazione partecipa attivamente alla realizzazione e cura di mostre dedicate alla figura dell'architetto Cesare Cattaneo, oltre a rendere disponibile il proprio materiale per mostre che trattino il tema dell'architettura razionalista e temi affini alla ricerca da sempre condotta dell'architetto comasco. Tra le più rilevanti:
- Cesare Cattaneo e i Littorali della cultura e dell'arte. 1934-35, Palazzo Terragni, Lissone 2009[4]
- Cesare Cattaneo 1912-1943. Pensiero e segno nell'architettura, Accademia Nazionale di San Luca, Roma 2012[5]
- Cesare Cattaneo 1912-1943. Pensiero e segno nell'architettura, San Pietro in Atrio, Como 2013
- Maestri Comacini, Pinacoteca Civica, Como 2015[6]
- Luigi Snozzi al Novocomum, Sede dell'Ordine degli Architetti, Como 2016
- Pierre Alain Dupraz al Novocomum, Sede dell'Ordine Degli Architetti, Como 2017
- Cesare Cattaneo e le Case Isolate, Archivio Cattaneo, Cernobbio 2018

Con l' Ordine degli Architetti di Como., l'Associazione organizza cicli di incontri che approfondiscono il tema dell'architettura del XX secolo in relazione al passato o al presente, invitando ad intervenire importanti nomi del panorama internazionale, quali  Aires Mateus, oltre a promuovere e partecipare aprendo al pubblico la propria sede alla manifestazione Open-day del Razionalismo Comasco che si tiene circa tre volte all'anno nella città di Como.